# Теллиниды
Теллини́ды (лат. Tellinidae) — семейство морских двустворчатых моллюсков из отряда Veneroida, включает около 350 видов. 

## Биологическое описание

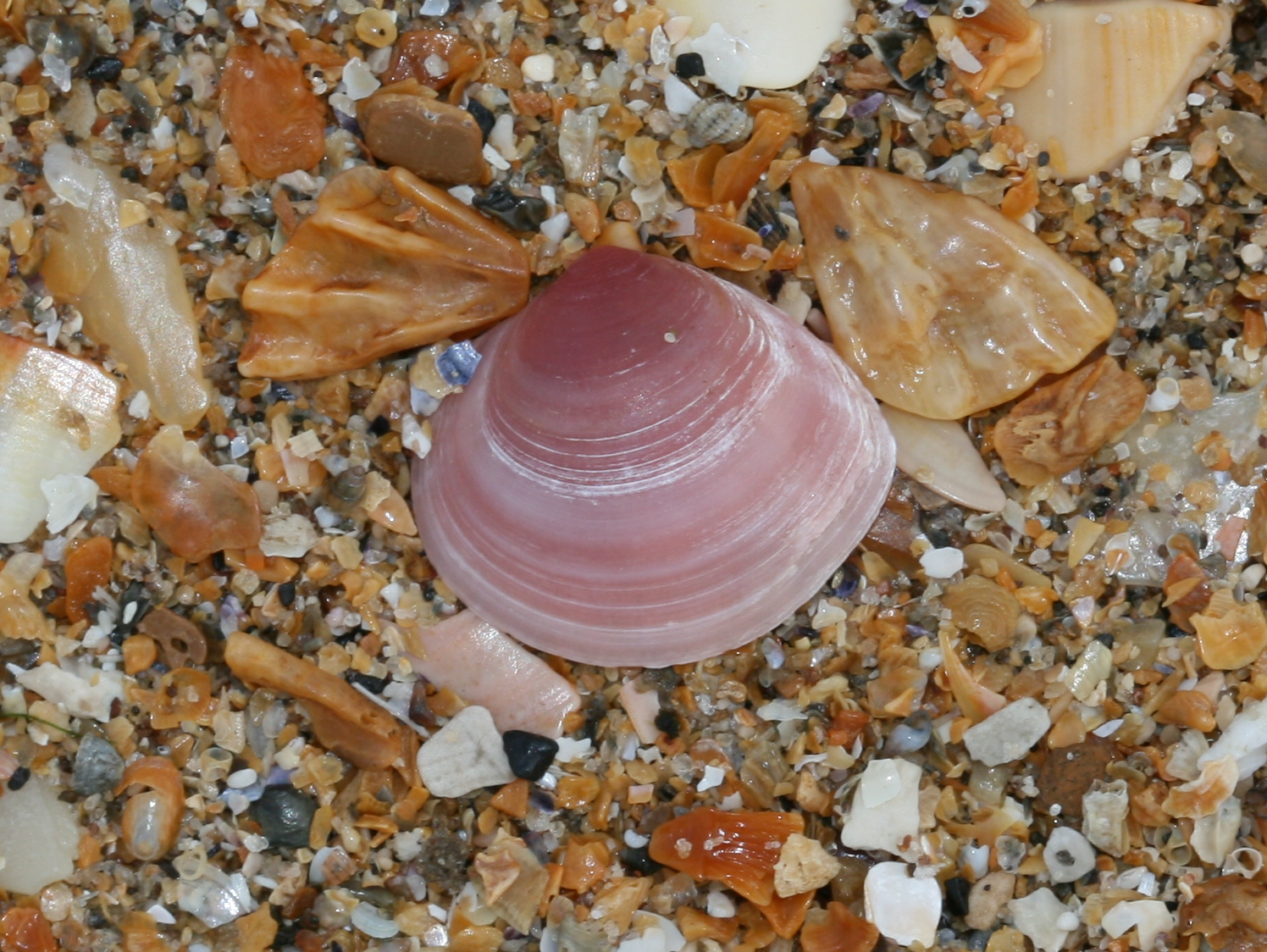
Балтийская макома (Macoma balthica)

Небольшие двустворчатые моллюски с плоскими, тонкими раковинами, лишёнными перламутра. Обычно раковины округлые, однако у некоторых видов они полукруглой, треугольной или продолговатой формы. Передний конец раковины обычно округлый, а задний конец — продолговатый. Левая створка обычно глубже и крупнее правой. На правой створке имеется гребень, проходящий от верхушки раковины к вентральному углу, а на левой створке имеется соответствующая этому гребню бороздка. Теллиниды обычно лежат на левой створке, из-за чего правая створка становится более выпуклой. У большей части представителей раковина гладкая, однако у некоторых она покрыта концентрическими кругами или радиальными лучами. Створки скреплены при помощи крупной наружной связки (лигамента). Лигамент теллинид опистодетный или располагается за верхушкой раковины, в основном наружный. Раковина часто бывает красиво окрашена и с наружной, и с внутренней стороны (например, у некоторых представителей рода Moerella имеется розовая раковина). Замок состоит главным образом из двух центральных кардинальных зубов в каждой створке, один из которых нередко раздвоен сверху, часто имеются и боковые зубы. Нога языковидная, подвижная, лишена биссуса. Оба сифона удлинены и могут длиной превышать длину раковины, очень подвижные и разделённые. В основании сифонов находится характерный крестообразный мускул. Такие подвижные сифоны предназначены для собирания пищи — детрита, и их наличие является характерной чертой многих теллинид. Мантия тонкая, прозрачная, срастается в заднебрюшной области вблизи крестообразного мускула. Паллиальный синус глубокий, иногда имеет различные очертания на двух створках.
Развитие теллинид происходит с личинкой — велигером, который сначала ведёт планктонный образ жизни, а затем оседает на дно и превращается во взрослого моллюска. У балтийской макомы (Macoma balthica) планктонный период жизни велигера длится от двух до пяти недель. Для некоторых теллинид известно явление биссусного дрейфа (англ. byssus drift) — распространение молодых особей на пост-личиночном этапе с помощью нитей биссуса.

## Распространение и значение
Умеренно теплолюбивые и тропические моллюски, хотя есть и холодноводные виды. Большая часть представителей семейства обитает в тропических морях, где встречаются на мелководье в составе инфауны. В северных морях России встречаются только виды рода Macoma. Благодаря небольшим размерам и тонкой раковине многие теллиниды служат пищей придонным рыбам (например, камбале) и птицам, многие также употребляются в пищу человеком. Яркая окраска раковин теллинид привлекает коллекционеров раковин моллюсков.

## Классификация
Семейство Tellinidae подразделяется на два подсемейства: Tellininae и Macominae. Эти подсемейства различаются по строению замка: у Tellininae есть латеральный зуб, а у Macominae он отсутствует. Сложности с определением разнообразия теллинид нередко бывают обусловлены тем, что многие виды имеют чрезвычайно похожие раковины, и для разделения этих видов необходимы тщательные морфологические исследования, в том числе затрагивающие и мягкие части моллюска.
В настоящий момент к семейству Tellinidae относят 25 родов, список которых приведён ниже: 

| - Подсемейство Tellininae Blainville, 1814 - Abranda Iredale, 1924 - Aenigmotellina Matsukuma, 1989 - Agnomyax Stewart, 1930 - Arcopagia Brown, 1827 - Cadella Dall, Bartsch & Rehder, 1938 - Herouvalia Cossmann, in Harris & Burrows, 1891 - Loxoglypta Dall, Bartsch & Rehder, 1938 - Moerella P. Fischer, 1887 - Pristipagia Iredale, 1936 - Semelangulus Iredale, 1924 - Strigilla Turton, 1822 - Tellidora H. Adams & A. Adams, 1856 - Tellina Linnaeus, 1758 - Tellinangulus Thiele, 1934 | - Подсемейство Macominae Olsson, 1961 - Apolymetis Salisbury, 1929 - Cymatoica Dall, 1889 - Gastrana Schumacher, 1817 - Heteromacoma Habe, 1952 - Leporimetis Iredale, 1930 - Macalia H. Adams, 1861 - Macoma Leach, 1819 - Psammotreta Dall, 1900 - Pulvinus Scarlato, 1965 - Scissulina Dall, 1924 - Temnoconcha Dall, 1921 |